# 3864 Søren
3864 Søren este un asteroid din centura principală, descoperit pe 6 decembrie 1986 de Poul Jensen.